# ヨハン4世 (バイエルン公)
ヨハン4世（Johann IV., 1437年10月4日 - 1463年11月18日）は、15世紀の上バイエルン＝ミュンヘン公。アルブレヒト3世の長男。
1460年の父の死によって後を継いだが、僅か3年で死去。弟で共同統治者のジギスムントがもう1人の弟アルブレヒト4世と共に引き続きバイエルンを統治した。